# Charles Floyd Hatcher
Pour les articles homonymes, voir Hatcher.
Charles Floyd Hatcher (né le 1er juillet 1939) est un homme politique et avocat en Géorgie. Il sert au Congrès en tant que démocrate.

## Biographie
Hatcher est né à Doerun, en Géorgie et a servi dans l'armée de l'air des États-Unis de 1958 à 1962 comme aviateur de deuxième classe. Après son service militaire, il a fréquenté le collège du Sud de la Géorgie à Statesboro en 1965, puis est entré à l'université de Géorgie à Athens. Hatcher a obtenu un diplôme de doctorat en 1969 et est devenu membre du barreau de l'État. Il a commencé à pratiquer le droit à Albany, en Géorgie.
Hatcher a siégé à la Chambre des représentants de Géorgie de 1973 à 1980. Puis il a été élu pour six mandats consécutifs à la Chambre des représentants des États-Unis à partir de l'élection de 1980. En 1992, Hatcher perd la primaire démocrate contre Sanford Bishop.

## Source
- (en) Cet article est partiellement ou en totalité issu de l’article de Wikipédia en anglais intitulé « Charles Floyd Hatcher » (voir la liste des auteurs).